# Сан-Педру-Фінш-де-Тамел
Сан-Педру-Фінш-де-Тамел (порт. São Pedro Fins de Tamel; МФА: [ˈsɐ̃w ˈpe.dɾu ˈfĩʒ dɨ tɐ.ˈmɛɫ]) — парафія в Португалії, у муніципалітеті Барселуш. Розташована в північно-західній частині країни, на теренах історичної португальської провінції Дору-Міню. Входить до складу округу Брага. За адміністративним поділом, чинним до 1976 року, терени парафії були складовою провінції Міню. Належить до Бразької архідіоцезії Католицької церкви. Патрон — святий Петро. Площа — 2,5588 км². Населення — 538 ос. (2011). Слабо урбанізований регіон. Густота населення — 210,25 осіб/км²
. Код — 030276.

## Назва
- Тамел (Сан-Педру-Фінш) (порт. Tamel (São Pedro Fins)) — офіційна назва[5].

## Населення
| Кількість мешканців | Кількість мешканців | Кількість мешканців | Кількість мешканців | Кількість мешканців | Кількість мешканців | Кількість мешканців | Кількість мешканців | Кількість мешканців | Кількість мешканців | Кількість мешканців | Кількість мешканців | Кількість мешканців | Кількість мешканців | Кількість мешканців |
| ------------------- | ------------------- | ------------------- | ------------------- | ------------------- | ------------------- | ------------------- | ------------------- | ------------------- | ------------------- | ------------------- | ------------------- | ------------------- | ------------------- | ------------------- |
| 1864                | 1878                | 1890                | 1900                | 1911                | 1920                | 1930                | 1940                | 1950                | 1960                | 1970                | 1981                | 1991                | 2001                | 2011                |
| 307                 | 461                 | 320                 | 300                 | 323                 | 339                 | 364                 | 427                 | 464                 | 439                 | 458                 | 561                 | 559                 | 551                 | 538                 |